# Кадайские народы
Кадайские народы (гэянь) — группа народов на юге Китая (провинции Юньнань, Гуйчжоу, Гуанси-Чжуанский автономный район, о. Хайнань) и севере Вьетнама, говорящих на кадайских языках.
Включают:
- гэлао (кэлао, клао) — 677 тыс. чел. (Гуйчжоу, юго-восток Юньнани, запад Гуанси-Чжуанского автономного района; большинство не говорит на гэлао) и свыше 2 тыс. человек во Вьетнаме (провинция Хазянг);
- лати — св. 12 тыс. человек во Вьетнаме (провинции Хазянг и Лаокай) и 2,4 тыс. человек в Китае (юго-восток Юньнани);
- цунь — 88 тыс. человек (запад о. Хайнань), говорят на языке цунь;
- лаха (са кхао) — 6,4 тыс. человек (провинции Йенбай и Шонла во Вьетнаме);
- пупео (кабео, кабяо, лакуа) — 1 тыс. человек во Вьетнаме (провинция Хазянг) и около 300 человек в Китае (юго-восток Юньнани);
- буян (буянг) — 3 тыс. человек в Китае (юго-восток Юньнани)
- ежун (еронг) — около 400 человек в Китае (юго-запад Гуанси);
- эн — 200 человек во Вьетнаме (провинция Каобанг).

Численность в Китае — по оценке 2007, Вьетнаме — по промежуточной переписи 2002.
Из кадайских народов официально признанными национальностями являются в КНР — гэлао, во Вьетнаме — лати, лаха, гэлао и пупео. Проживающие в Китае лати и пупео официально включаются в состав национальности и, цунь — в состав ханьцев, буян — чжуанов, еронг — яо.
Говорят на языках кадайской ветви тай-кадайских языков. Распространены также китайский, вьетнамский, чжуанский, мяо, таи и др. языки.
Существует гипотеза, что предки гэлао первыми отделились от прототайской этнической общности, локализованной в пределах современного Гуанси-Чжуанского автономного района (около 2 тыс. лет до н. э.) и мигрировали на север вдоль р. Бэйпаньцзян. В начале 1 тыс. до н. э. предки ли и кун заселили Хайнань.
Традиционная культура типична для горных районов Юго-Восточной Азии; занимаются подсечно-огневым земледелием (рис, кукуруза, тыквенные, корнеплоды), поливным, в том числе террасным, рисоводством. Сохраняют в основном традиционные верования.